# Astronomia galàctica

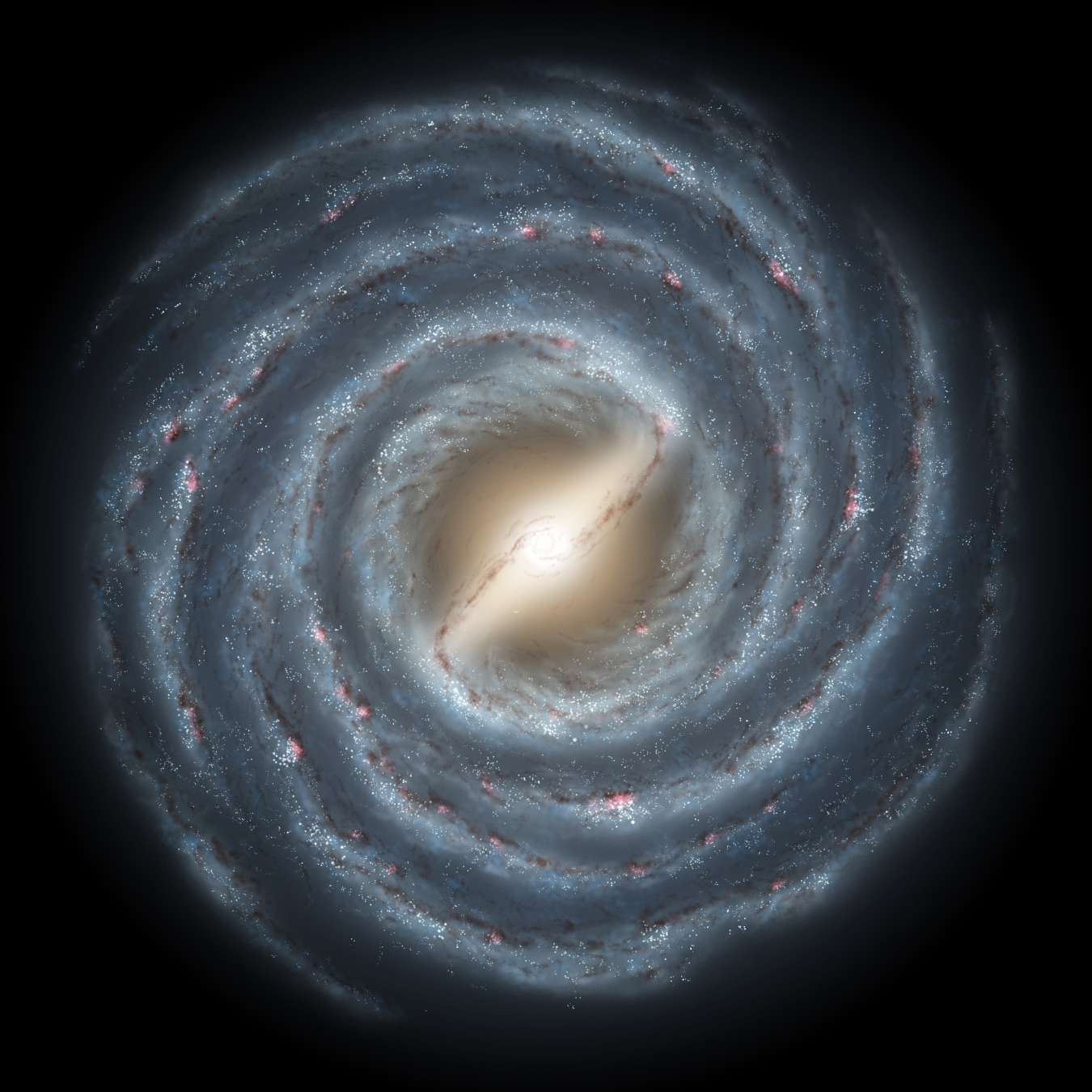
Representació artística de la Via Làctia, objecte d'estudi de l'astronomia galàctica.

L'astronomia galàctica és l'estudi de la nostra pròpia galàxia la Via Làctia i tot el seu contingut. Aquesta disciplina es contraposa a l'astronomia extragalàctica, que és l'estudi de tot a fora de la nostra galàxia, incloent-hi totes les altres galàxies.
L'astronomia galàctica no s'ha de confondre amb formació i evolució de les galàxies, que és l'estudi general de galàxies, la seva formació, estructura, components, dinàmica, interaccions i la gamma de formes que prenen.
La galàxia de la Via Làctia, on és el nostre sistema solar, és en molts aspectes la galàxia més ben estudiada, encara que les parts importants s'enfosqueixen de la vista en longituds d'ona visibles per regions de pols còsmica. El desenvolupament de la radioastronomia, l'astronomia infraroja i astronomia submil·limètrica al segle xx han permès les observacions a través del gas i la pols de la Via Làctia perquè es faci el mapa per primer cop.
S'usen un conjunt estàndard de subcategories per diaris astronòmics per dividir la disciplina de l'astronomia galàctica:

## Subcategories
1. Abundàncies - l'estudi de la localització d'elements més pesants que l'heli.
2. "Bony" - l'estudi del bony al voltant del centre de la Via Làctia.
3. Centre - l'estudi de la regió central de la Via Làctia.
4. Disc - l'estudi del disc de la Via Làctia (el pla en el qual s'alineen la majoria dels objectes galàctics).
5. Evolució - l'evolució de la Via Làctia.
6. Formació - la formació de la Via Làctia.
7. Paràmetres fonamentals - els paràmetres fonamentals de la Via Làctia (massa, mida, etc.).
8. Grups de sectors globulars - grups de sectors globulars dins de la Via Làctia.
9. Aurèola - l'aurèola gran al voltant de la Via Làctia.
10. Cinemàtica i dinàmica - les moviments d'estrelles solitaries i associades.
11. Nucli - la regió al voltant del forat negre en el centre de la Via Làctia (Sagittarius A*)
12. Grups oberts i associacions - grups oberts i associacions d'estrelles.
13. Veïnatge solar i estrelles pròximes.
14. Contingut estel·lar de - nombre i tipus d'estrelles a la Via Làctia.
15. Estructura - l'estructura (braços d'espirals, etc.).

## Poblacions estel·lars
- Cúmul globular
- Cúmul obert

## Medi interestel·lar
- Núvol interestel·lar